# John Turner (cestista)
John Leslie Turner (Washington, 30 novembre 1967) è un ex cestista statunitense, professionista nella NBA, in Spagna, Italia e Nuova Zelanda.

## Carriera
È stato selezionato dagli Houston Rockets al primo giro del Draft NBA 1991 (20ª scelta assoluta).